# إندريك فيسنابو
إندريك فيسنابو (بالإستونية: Indrek Visnapuu)‏ مواليد 4 مايو 1976 في تارتو، هو مدرب كرة سلة إستوني ولاعب معتزل. بدأ مسيرته الاحترافية في سنة 1993. يدرب في الدوري الإستوني الممتاز لكرة السلة. يبلغ طوله 6 قدم 1 بوصة (1.9 م). اعتزل اللعب في 2003. لعب مع نادي تارتو لكرة السلة.